# ICM Emmy Noether Lecture
A ICM Emmy Noether Lecture é um prêmio para matemáticas. Consiste em uma palestra (lecture), desde 2014 acompanhada de uma plaqueta. A palestra é apresentada no Congresso Internacional de Matemáticos (em inglês:  International Congress of Mathematicians - ICM) a cada quatro anos, denominada em homenagem a Emmy Noether.
A ICM Emmy Noether Lecture surgiu do fato de que as laureadas da Noether Lecture também realizaram palestras no ICM a partir de 1994, sendo considerada pela União Internacional de Matemática (em inglês:  International Mathematical Union - IMU) a partir de 2010 como uma palestra permanente.
É concedida a cada quatro anos a uma matemática responsável por contribuições fundamentais e duradouras para a matemática. O comitê do prêmio é composto por cinco membros, incluindo pelo menos um homem. Tal como acontece com a Medalha Fields, apenas o nome do presidente da comissão é conhecido até a cerimônia de premiação. Não pode ser concedida a nenhum membro atual do Comitê Executivo da IMU.

## Laureados
- 1994: Olga Ladyzhenskaya
- 1998: Cathleen Synge Morawetz
- 2002: Hesheng Hu
- 2006: Yvonne Choquet-Bruhat
- 2010: Idun Reiten: Cluster Categories
- 2014: Georgia Benkart: Connecting the McKay correspondence with Schur-Weyl duality[2]
- 2018: Sun-Yung Alice Chang: Conformal geometry on 4-manifolds[3]
- 2022: Marie-France Vignéras[4]